# Sonnenscheiner Erbstolln
Der Sonnenscheiner Erbstolln, auch Sonnenscheiner Erbstollen genannt, ist ein ehemaliger Erbstollen in Oberdahlhausen. Das Stollenmundloch befand sich im Lindener Tal, 550 Meter westlich des Hasenwinkeler Stolln. Heute befindet sich gegenüber das Haus Am Hedtberg 34. Der Erbstollen ist nicht identisch mit dem bereits im Jahr 1610 angesetzten Sonnenscheiner Stolln.

## Geschichte
Nachdem der Hasenwinkeler Stolln im Jahr 1761 durch einen Verwurf das Flöz verloren hatte, wurde der Sonnenscheiner Erbstolln im Jahr 1772 durch die Gewerken des Hasenwinkeler Stolln angelegt. Durch die Anlage des Sonnenscheiner Erbstolln konnte ein Teufengewinn von zehn bis zwölf Metern gegenüber dem Niveau des Hasenwinkeler Stolln erzielt werden. Nachdem der Stollen etwa 160 Meter aufgefahren worden war, konnte noch im selben Jahr mit dem Abbau begonnen werden. Im Jahr 1781 wurde ein neuer Förderschacht geteuft. Nachdem der Schacht mit dem Stollen durchschlägig geworden war, wurde der alte Schacht abgeworfen. Um eine größere Bauhöhe zu erzielen, wurde im Jahr 1783 der General & Sonnenscheiner Erbstolln angesetzt. Im Jahr 1801 wurde im Sonnenscheiner Erbstolln der Abbau eingestellt. Zu diesem Zeitpunkt waren insgesamt sieben Schächte und eine Kohlenniederlage an der Ruhr vorhanden. Noch im selben Jahr wurde der Stollen außer Betrieb gesetzt, und als der General-Stolln Nr. 2 erstellt worden war, wurde der Sonnenscheiner Erbstolln abgeworfen. Im Jahr 1809 konsolidierte der Sonnenscheiner Erbstolln mit dem Sonnenscheiner Stolln und der Zeche Hasenwinkeler Stolln zur Zeche Hasenwinkel & Sonnenschein. Bereits um das Jahr 1825 war der Sonnenscheiner Erbstolln nicht mehr aufzufinden.